# Joana Valls
Pour les articles homonymes, voir Valls (homonymie).
Francisca Juana María del Pilar Giralt Miró, plus connue sous le nom de Joana Valls, née à Barcelone en 1855 et morte dans cette même ville en 1935, est une styliste catalane, liée au mouvement du modernisme catalan.

## Biographie
Joana Valls grandit au sein d'une famille barcelonaise qui se consacre à la mode, tenant une affaire au no 1 de la rue d'Avinyó dans le quartier gothique de Barcelone, célèbre pour le tableau Les Demoiselles d'Avignon de Pablo Picasso.
Sa carrière est importante dans le domaine de la mode à Barcelone où elle travaille de 1880 à 1919. Elle fait partie des grandes modistes qui travaillent pour la bourgeoisie catalane de l'époque, comme Caroline Montagne Roux et sa sœur Marie, fondatrices de la Maison Montagne, Maria Molist, dite Maria de Mataró ou encore Ana Renaud dite «Madame Renaud».
Elle est notamment connue pour ses chapeaux pour femmes, alors que le mouvement Las Sinsombrero (« Les Sans-Chapeau ») né à Madrid, encourage les femmes à abandonner les carcans traditionnels du vêtement.
En 1915, au plus haut de son succès, elle déménage sa maison de couture sur le passeig de Gràcia, dans l'Eixample de Barcelone. Elle se retire du milieu de la mode en 1919.